# Pep Guardiola
Josep Guardiola i Sala (pron. catalana: [ʒuˈzɛb ɡwəɾðiˈɔɫə i ˈsaɫə]), detto Pep ([ˈpɛb]; Santpedor, 18 gennaio 1971), è un allenatore di calcio ed ex calciatore spagnolo, di ruolo
centrocampista, tecnico del Manchester City.
Da giocatore ha vinto sei campionati spagnoli, due Coppe di Spagna, quattro Supercoppe di Spagna, una UEFA Champions League, una Supercoppa UEFA e una Coppa delle Coppe UEFA con il Barcellona, oltre ad un oro olimpico con la nazionale spagnola.
Diventato allenatore del Barcellona nel 2008, ha condotto la squadra alla vittoria di tre campionati, due coppe nazionali, tre Supercoppe di Spagna, due UEFA Champions League (divenendo il sesto a farlo sia da calciatore che da allenatore), due Supercoppe UEFA e due Coppe del mondo per club FIFA; con quattordici trofei vinti in quattro anni è l'allenatore più titolato della storia blaugrana. Dal 2013 al 2016 ha allenato il Bayern Monaco, con cui ha vinto una Supercoppa UEFA, una Coppa del mondo per club (raggiungendo in entrambi i casi il primato personale di vittorie nella competizione), tre campionati tedeschi e due Coppe di Germania. Dal 2016 è alla guida del Manchester City, con cui ha vinto sei Premier League, due FA Cup, quattro League Cup, tre Community Shield, una UEFA Champions League, una Supercoppa UEFA e una Coppa del mondo per club FIFA.
Considerato uno dei migliori tecnici della storia del calcio, nel 2011 e nel 2023 si è aggiudicato rispettivamente il FIFA World Coach of the Year e il The Best FIFA Football Coach tra gli allenatori di calcio maschile; inoltre, è stato eletto per tre volte Allenatore dell'anno IFFHS (2009, 2011 e 2023). Nel 2020 è stato nominato Allenatore del secolo (2001-2020) ai Globe Soccer Awards.
Con 40 trofei vinti è il secondo allenatore più vincente della storia dietro ad Alex Ferguson (49).

## Caratteristiche tecniche

### Giocatore

Guardiola premiato con il Trofeo Bravo quale migliore under 21 d'Europa nel 1992

Centrocampista centrale, era in possesso di ottime doti tecniche e visione di gioco, pur non essendo né molto rapido, né particolarmente dotato sul piano fisico o nel gioco aereo. Abile nel dettare i tempi della squadra con passaggi di prima o lanci lunghi, il suo ruolo principale era quello di regista basso davanti alla difesa.

### Allenatore

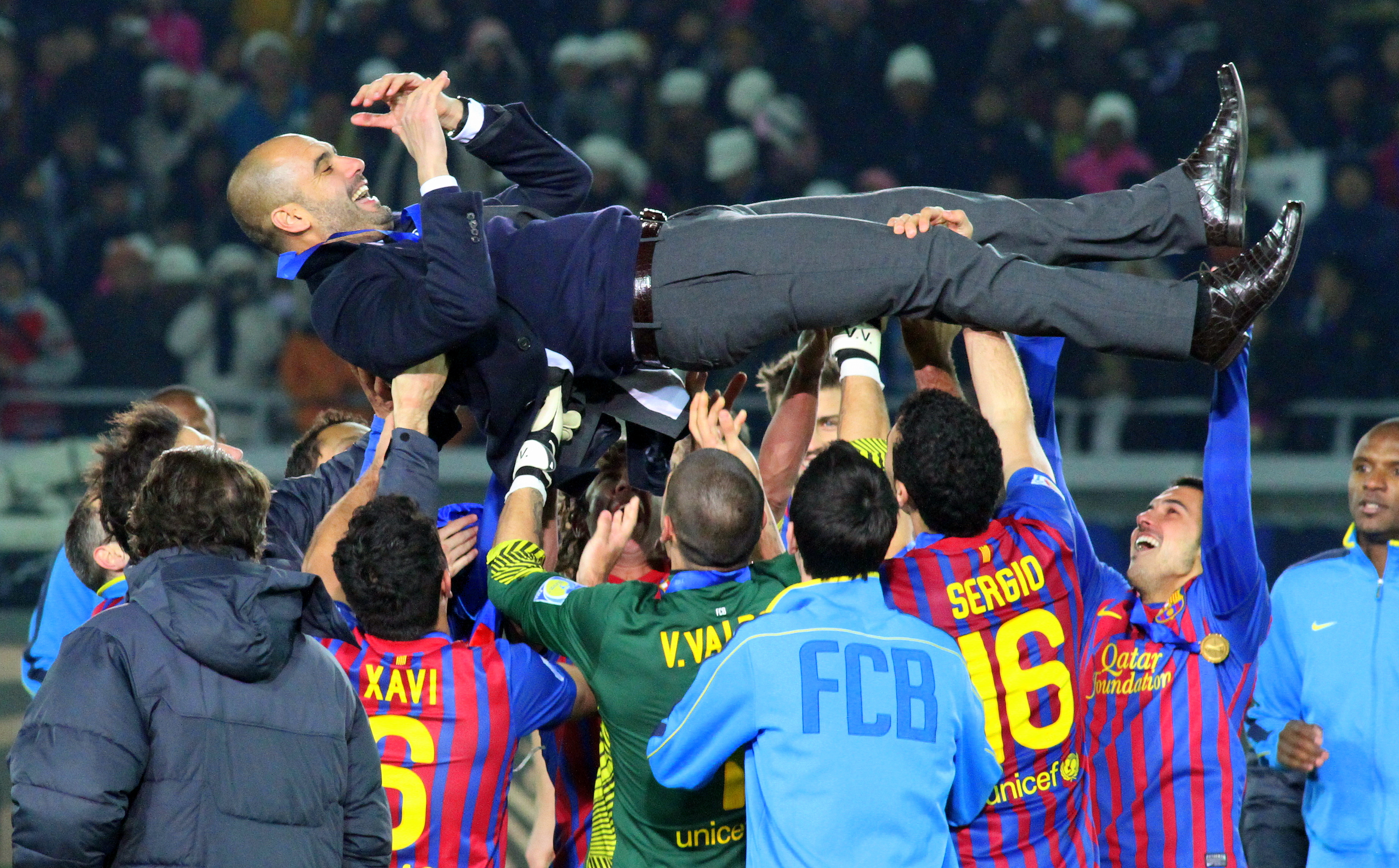
Guardiola portato in trionfo dai giocatori del Barcellona al termine della vittoriosa Coppa del mondo per club FIFA 2011

Durante la sua esperienza al Barcellona, Guardiola utilizzò come modulo di base il 4-3-3 senza centravanti (falso nueve), una tecnica di gioco che richiedeva ad ogni calciatore la partecipazione a tutte le fasi del gioco, producendo molteplici variazioni tattiche. Guardiola è riconosciuto essere il primo e principale utilizzatore dello stile di gioco noto come tiki-taka, basato su un possesso palla di grande qualità, sviluppato soprattutto per vie orizzontali, e sul possesso di posizione, che chiama ogni calciatore ad offrire appoggio al compagno. La grande forza del Barcellona di Guardiola era rappresentata dalla riconquista immediata del pallone o contro-pressing; l'azione era svolta da tutta la squadra attaccando in avanti e nella zona di campo in cui era stata persa la palla. Queste caratteristiche, unite ad una mentalità propositiva a prescindere dal risultato, consacrarono quel Barcellona come una delle squadre più forti di sempre e Guardiola come il terzo allenatore capace di innovare il gioco, così come avevano fatto prima di lui Rinus Michels con il calcio totale e Arrigo Sacchi con il gioco a zona.
Il principio di recupero immediato del pallone ha accompagnato Guardiola anche nelle successive esperienze al Bayern Monaco e al Manchester City, seppur in maniera meno esasperata rispetto al passato; al City, infatti, Guardiola ha ricorso più volte alla verticalizzazione verso il centravanti.

## Carriera

### Club

#### Barcellona

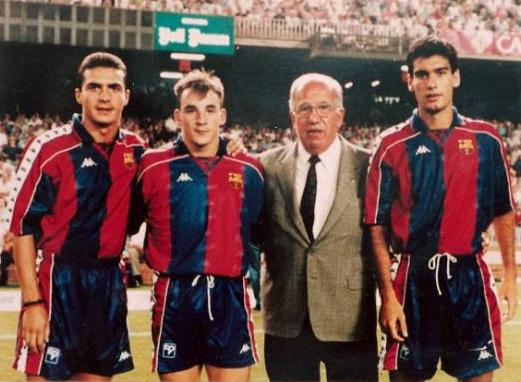
Guardiola (a destra) al Barcellona nella stagione 1992-1993 con Amor, Ferrer e il vicepresidente Mussons

Approdato nel settore giovanile del Barcellona dal Gimnàstic de Manresa, vi giocò fino al 1990. Da quell'anno l'allenatore Johan Cruijff lo utilizzò come centrocampista centrale in prima squadra.
Il 20 maggio 1992 giocando a Wembley contro la Sampdoria di Vialli e Mancini conquistò, insieme a giocatori come Hristo Stoičkov, José Mari Bakero, Albert Ferrer, Ronald Koeman, Andoni Zubizarreta e Michael Laudrup, la Coppa dei Campioni 1991-1992, la prima nella storia del club, terminando qualche giorno dopo la stagione con la vittoria della Liga spagnola, grazie al successo all'ultima giornata del Tenerife contro il Real Madrid.
Il 1993 e il 1994 terminarono allo stesso modo, con campionati vinti in extremis all'ultima giornata. Affermatosi come importante tassello del centrocampo blaugrana, Guardiola divenne capitano della squadra dopo il ritiro di Bakero.

Guardiola, capitano blaugrana, dopo aver segnato alla nelle semifinali della Coppa delle Coppe 1996-1997; lo insegue il compagno Nadal

Il periodo agli ordini dell'allenatore Louis van Gaal fu più avaro nello spettacolo, a dispetto della vittoria di numerosi titoli, come i campionati 1997/98 e 1998/99. Un grave infortunio subito il 31 agosto 2000 lo tenne per qualche mese lontano dai campi di gioco. Altri infortuni gli impedirono di partecipare ai Mondiali di Francia (1998) e di Corea e Giappone (2002).
Guardiola lasciò il Barcellona l'11 aprile 2001, dopo 379 presenze, 224 vittorie, 82 pareggi, 73 sconfitte e 8 cartellini rossi, che fanno di lui il giocatore più espulso della storia Blaugrana a pari merito con Hristo Stoičkov.

#### Brescia e Roma
Nell'autunno 2001 si trasferì in Serie A, al Brescia del presidente Luigi Corioni e dell'allenatore Carlo Mazzone. L'esperienza fu tuttavia segnata dalla squalifica per doping, con l'iberico risultato positivo al nandrolone in due circostanze: dopo la squalifica di un anno richiesta dalla Procura, nel gennaio 2002 fu sanzionato con quattro mesi di stop. A seguito del provvedimento, la società lombarda presentò un ricorso che venne respinto: il giocatore fece quindi ritorno in campo nella primavera 2002, vestendo la fascia di capitano in attesa del rientro di Roberto Baggio.
Per la stagione 2002-03 fu acquistato dalla Roma, trovandovi tuttavia poco spazio tanto da fare ritorno a Brescia già nel mercato invernale. Circa la vicenda che ne aveva comportato la squalifica, nel 2005 fu condannato a sette mesi di reclusione dalla giustizia ordinaria nonché al pagamento delle spese processuali e all'ammenda di 9 000 euro: ricorrendo in appello, fu definitivamente assolto nell'ottobre 2007 poiché il fatto non sussisteva.

#### Al-Ahly Doha e Dorados
Nel 2003 fu messo sotto contratto dall'Al-Ahli Doha, club del campionato qatariota. I due anni passati in Qatar servirono a Guardiola per conoscere un'altra cultura, giocare un campionato con Gabriel Batistuta, Claudio Caniggia, Fernando Hierro ed essere nominato miglior giocatore straniero esordiente.
Dopo l'esperienza in Qatar, Guardiola iniziò un corso di allenatore in Spagna. L'11 agosto 2005 si aggregò al Manchester City per un periodo di prova, ma il 20 agosto rifiuta la proposta dei Citizens. Il 3 gennaio 2006 firmò per i messicani del Dorados di Culiacán, dove trovò Juan Manuel Lillo come allenatore. Giocò soltanto il torneo di Clausura 2006 della Primera División messicana, che si concluse nel mese di marzo.
Dopo mesi di inattività, il 14 novembre 2006 annunciò il ritiro dal calcio professionistico.

### Nazionale
L'8 agosto 1992 vinse da capitano con la nazionale olimpica spagnola la medaglia d'oro ai giochi olimpici di Barcellona, nella finale giocata al Camp Nou contro la Polonia.
Il 14 ottobre 1992 esordì nella nazionale maggiore, schierato da Javier Clemente a Belfast contro l'Irlanda del Nord nelle qualificazioni a Stati Uniti 1994. Con la selezione spagnola disputò il campionato del mondo 1994, chiuso dalla Spagna ai quarti di finale. Escluso per scelta tecnica dal campionato d'Europa 1996, saltò anche il campionato del mondo 1998 a causa di un grave infortunio, e concluse la militanza in nazionale il 14 novembre 2001 al termine dell'amichevole contro il Messico. Conta 47 presenze e 5 reti con la Roja.

### Allenatore

#### Barcellona B
Tornato a Barcellona, nel club dove aveva mosso i primi passi da giocatore, l'8 giugno 2007 diventa allenatore del Barcellona B. Ottiene la qualificazione ai play-off di Tercera División, essendo giunto primo nel Gruppo 5 - Catalogna. Vincendo i play-off ha conquistato la promozione in Segunda División B.

#### Barcellona

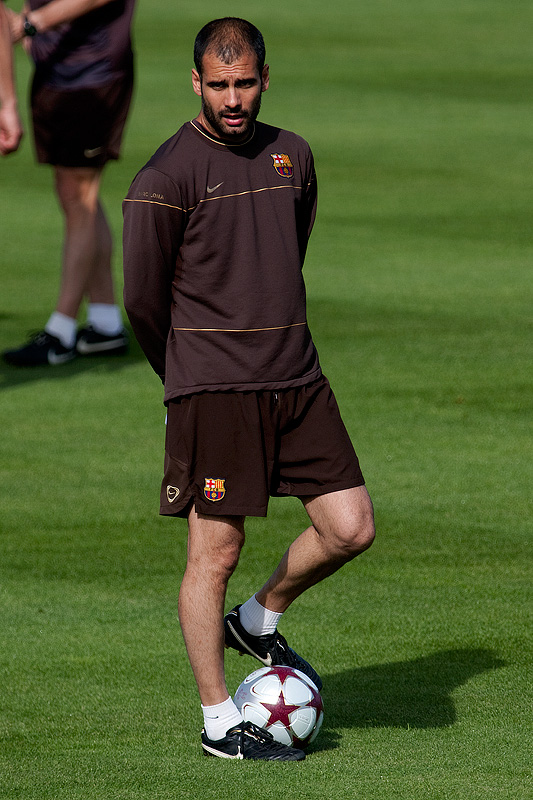
Guardiola dirige un allenamento del Barcellona alla vigilia della vittoriosa finale di UEFA Champions League 2008-2009

L'8 maggio 2008, a 37 anni, viene promosso al ruolo di allenatore della prima squadra dal presidente Joan Laporta, succedendo a Frank Rijkaard. Sotto la sua guida tecnica, la squadra catalana raggiunge la media realizzativa di tre gol a partita. Il 13 maggio 2009 vince il suo primo trofeo da allenatore, la Coppa del Re (la venticinquesima della storia blaugrana), battendo in finale l'Athletic Bilbao per 4-1. Tre giorni più tardi, dopo aver guidato la classifica per quasi tutta la stagione, si aggiudica matematicamente anche il suo primo campionato spagnolo da allenatore, grazie alla sconfitta subita nell'anticipo dal Real Madrid ad opera del Villarreal. Anche in Champions League il rendimento è molto alto e, dopo aver eliminato in semifinale il Chelsea con un 1-1 nel ritorno con un arbitraggio discusso del norvegese Tom Henning Øvrebø, la squadra catalana batte nella finale di Roma il Manchester Utd per 2-0. Guardiola centra così la conquista del triplete al suo primo anno in panchina. Nelle interviste a bordo campo al termine della finale di Champions League dedica il titolo appena vinto al neo-ritirato Paolo Maldini.
Il secondo anno inizia bene per l'allenatore catalano, che ottiene il suo primo trofeo stagionale il 23 agosto 2009 conquistando la Supercoppa di Spagna contro l'Athletic Bilbao; il secondo, la Supercoppa europea, arriva il 28 agosto battendo lo Šachtar, detentore della Europa League, allo Stadio Louis II di Montecarlo. Il 19 dicembre consegue un sextuple internazionale alla guida del Barça, evento mai accaduto prima nella storia del calcio, battendo gli argentini dell'Estudiantes (LP) nella finale della Coppa del mondo per club. A gennaio 2010 vince il premio come miglior allenatore dell'anno del 2009 dall'IFFHS, piazzandosi davanti ad Alex Ferguson e a José Mourinho. Il 13 gennaio viene eliminato agli ottavi di finale della Coppa del Re dal Siviglia. Il 28 aprile viene eliminato in semifinale di Champions League dall'Inter. Il 16 maggio vince il campionato.
Il 21 agosto 2010 vince per la seconda volta consecutiva la Supercoppa di Spagna, battendo il Siviglia per 4-0. Il 3 gennaio 2011 si piazza al secondo posto dietro a José Mourinho come miglior allenatore dell'anno del 2010 dall'IFFHS, dopo sette giorni arriva un nuovo prestigioso riconoscimento individuale: Guardiola si piazza terzo, dietro a José Mourinho e Vicente del Bosque, nella graduatoria per il FIFA World Coach of the Year tra gli allenatori di calcio maschile. Il 23 febbraio il sito ufficiale del club catalano annuncia il rinnovo del contratto di Pep fino al 30 giugno 2012. Il 20 aprile perde la finale della Coppa del Re contro gli storici nemici del Real Madrid. I blaugrana si rifaranno il 3 maggio conquistando la finale di Champions League, sconfiggendo in semifinale proprio i galacticos. Dopo otto giorni conquista anche la terza Liga consecutiva dopo il pareggio per 1-1 col Levante. Il 28 maggio conquista la sua seconda Champions League da allenatore del Barcellona battendo il Manchester Utd per 3-1 nella finale di Wembley.

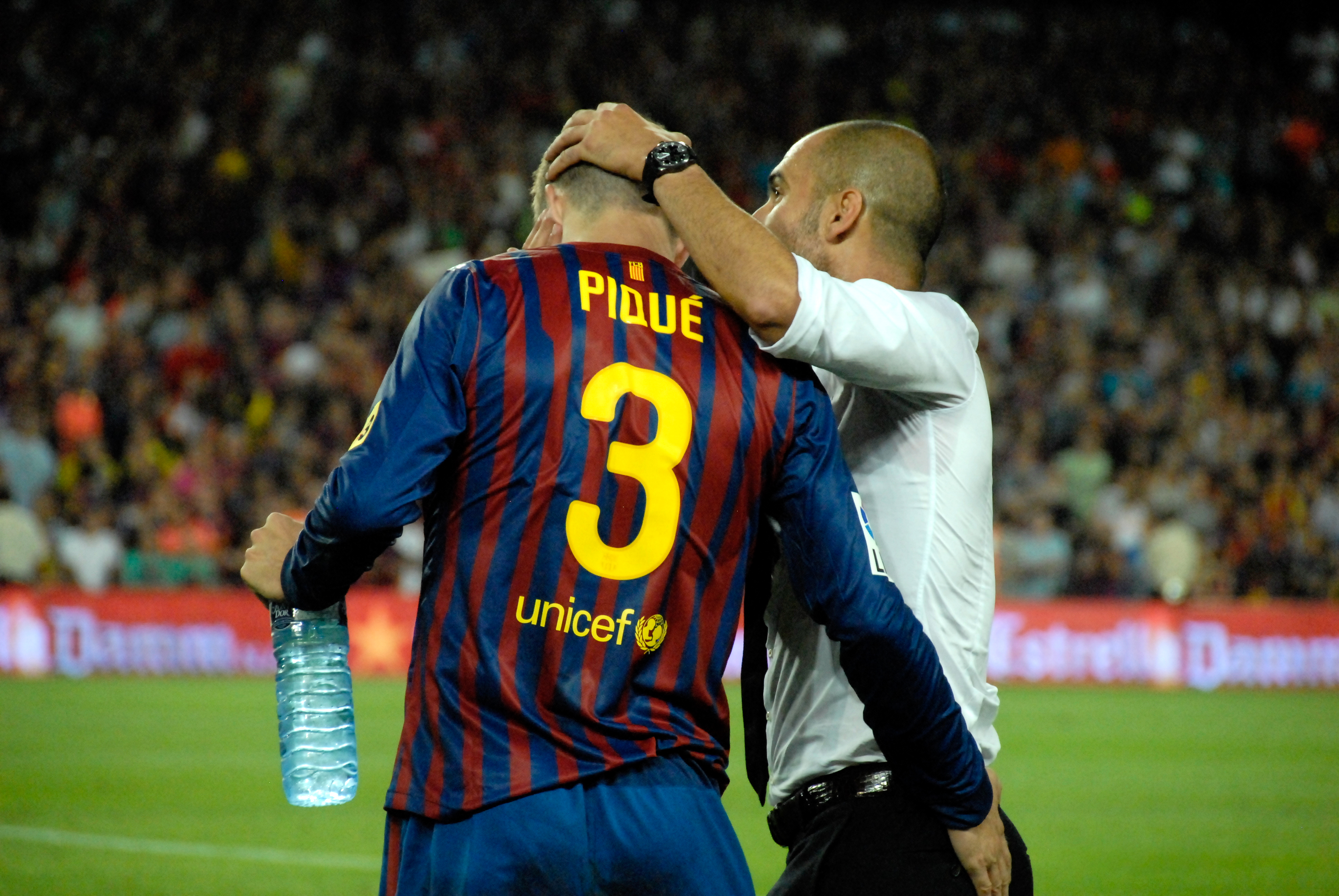
Guardiola (a destra) istruisce Gerard Piqué nel corso della vittoriosa Supercopa de España 2011

Il 17 agosto dello stesso anno, conquistando la terza Supercoppa di Spagna della sua carriera, eguaglia Johan Cruijff come allenatore più vincente della storia blaugrana con 11 successi. Il sorpasso avviene qualche giorno più tardi, il 26 agosto, con la conquista della Supercoppa UEFA. Il 18 dicembre 2011 vince la seconda Coppa del mondo per club della sua gestione battendo in finale il Santos per 4-0 e salendo così a quota 13 titoli conquistati su 16 competizioni disputate in appena tre stagioni e mezzo. Nel 2011 conquista il FIFA World Coach of the Year degli allenatori di calcio maschile. Dopo la sconfitta nello scontro diretto contro il Real Madrid – quando mancavano ancora cinque turni di campionato – e l'eliminazione dalla Champions League per mano del Chelsea in semifinale, il 27 aprile 2012 annuncia di voler abbandonare la carica di allenatore del Barcellona al termine della stagione, lasciando la panchina al suo vice Tito Vilanova. Il presidente Sandro Rosell ha dichiarato: «Per Guardiola proveremo gratitudine eterna».. Il 25 maggio seguente, grazie alla vittoria nella Coppa del Re per 3-0 sull'Athletic Bilbao, conquista il suo quattordicesimo e ultimo trofeo alla guida della società catalana. Il 18 giugno Tito Vilanova gli subentra ufficialmente come nuovo tecnico del Barcellona.

#### Bayern Monaco

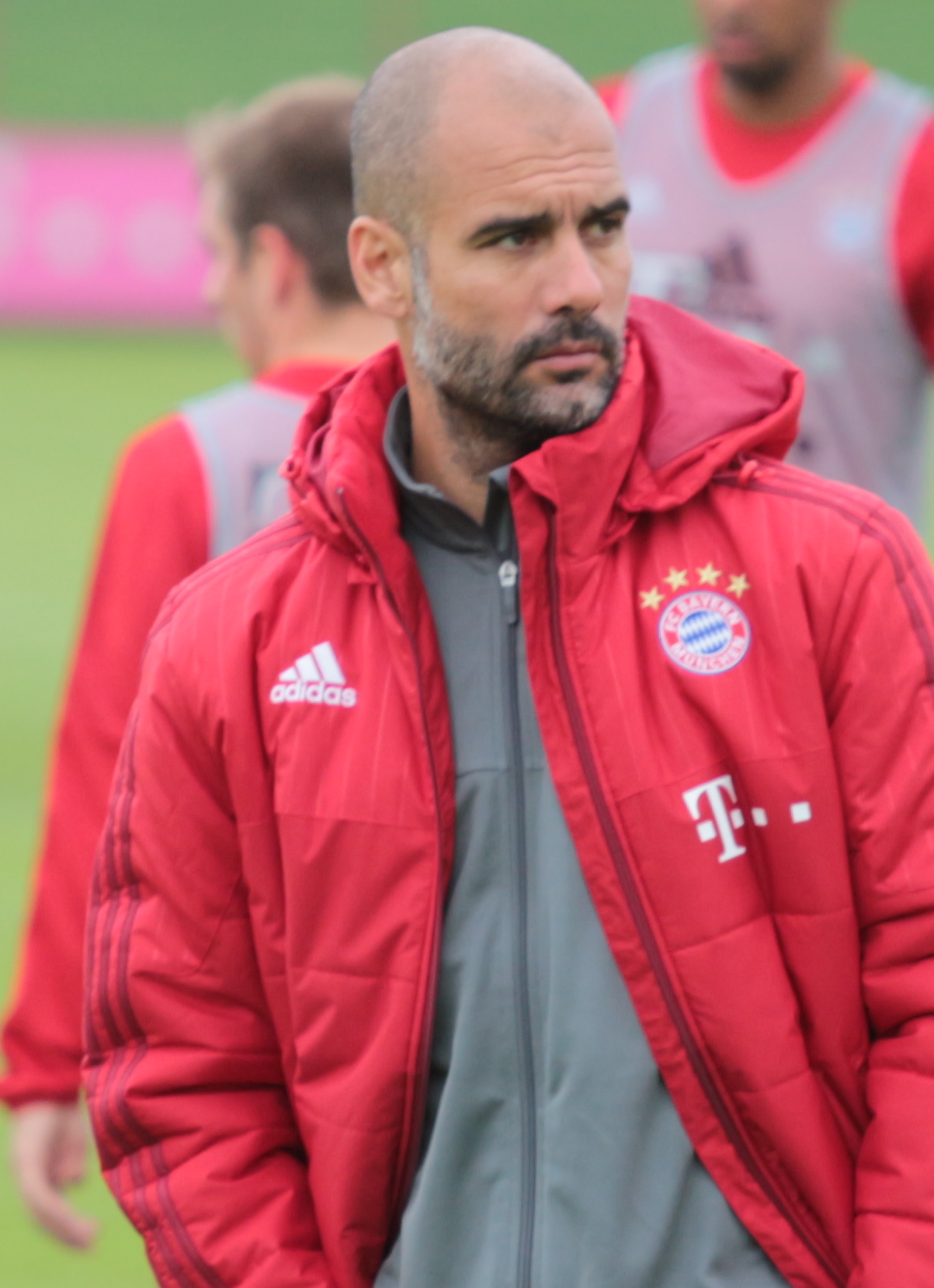
Guardiola alla guida del Bayern Monaco nel 2013

Il 16 gennaio 2013 Guardiola viene annunciato come nuovo allenatore del Bayern Monaco in sostituzione di Jupp Heynckes, che si sarebbe ritirato al termine di quella stagione. Esordisce in gare ufficiali affrontando il Borussia Dortmund in occasione della Supercoppa di Germania, perdendola. Il 30 agosto vince ai tiri di rigore la Supercoppa UEFA contro il Chelsea, aggiudicandosi il quindicesimo titolo da allenatore, il primo con una squadra diversa dal Barcellona. Con tre successi, realizza il record di vittorie per un allenatore nella competizione. Il 21 dicembre 2013 la squadra di Pep Guardiola, si aggiudica l'ultimo trofeo dell'anno, battendo per 2-0 i marocchini del Raja Casablanca nella finale della Coppa del mondo per club. Il 24 marzo 2014 il Bayern di Guardiola si laurea campione di Germania con sette turni d'anticipo, vincendo il campionato tedesco. Il 29 aprile viene eliminato in semifinale di UEFA Champions League dal Real Madrid. Il 17 maggio Guardiola mette in bacheca la Coppa di Germania, grazie al successo per 2-0 ai supplementari nella finale contro il Borussia Dortmund.
Il secondo anno di Guardiola alla guida dei bavaresi comincia male, con la sconfitta nella Supercoppa di Germania, di nuovo contro il Borussia Dortmund, stavolta per 0-2. Il 26 aprile 2015 il tecnico spagnolo vince il secondo campionato di fila alla guida del club bavarese. Dopo due giorni, la squadra viene eliminata in semifinale di Coppa di Germania dal Borussia Dortmund. Il 12 maggio viene eliminata in semifinale di UEFA Champions League dal Barcellona.
Il 1º agosto il tecnico iberico perde per la terza volta consecutiva la Supercoppa di Germania, stavolta contro il Wolfsburg ai tiri di rigore, dopo che i tempi regolamentari si erano conclusi sull'1-1. Il 17 dicembre annuncia che non rinnoverà il contratto con il club, in scadenza a giugno. Il 14 maggio vince per la terza volta il campionato tedesco e una settimana dopo, per la seconda volta, la Coppa di Germania; in Champions League il Bayern si ferma in semifinale, eliminato dall'Atlético Madrid. Al termine della stagione, come annunciato ufficialmente a inizio febbraio, si chiude l'esperienza di Guardiola al Bayern Monaco.

#### Manchester City

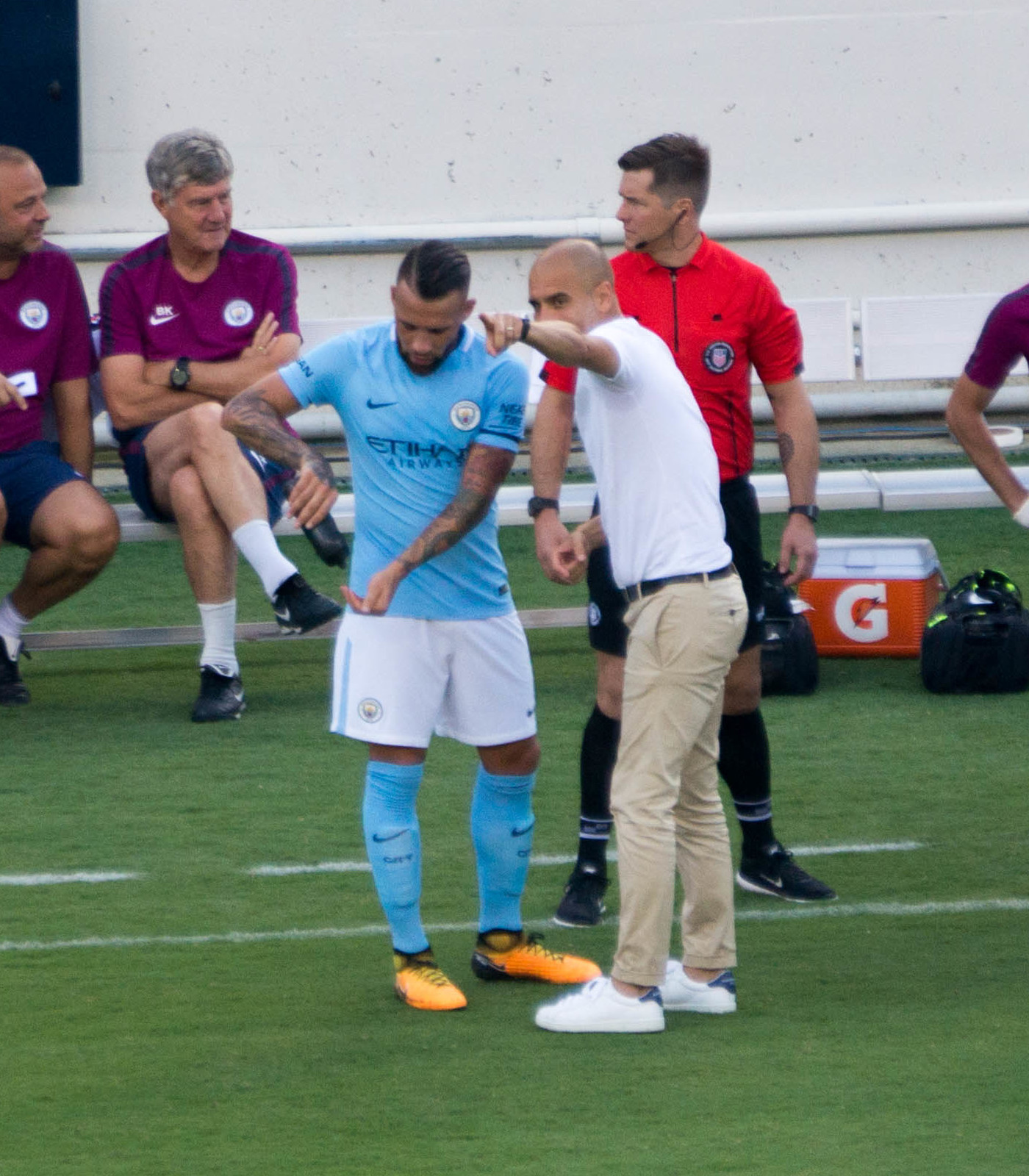
Guardiola, al Manchester City, dà indicazioni a Nicolás Otamendi durante l'International Champions Cup del 2017

Il 1º febbraio 2016 viene annunciato come nuovo allenatore del Manchester City, in sostituzione di Manuel Pellegrini, con decorrenza dalla stagione successiva. Lo spagnolo firma un contratto triennale. Il 28 agosto successivo diviene il primo allenatore del club a vincere le prime cinque partite stagionali, stabilendo un primato per il Manchester City. Chiude la prima stagione senza vincere titoli, con la squadra eliminata al quarto turno della Coppa di Lega inglese dal Manchester United, in UEFA Champions League agli ottavi di finale dal Monaco e nella Coppa d'Inghilterra in semifinale dall'Arsenal, per poi chiudere il campionato al terzo posto. La seconda stagione di Guardiola sulla panchina dei Citizens si rivela ben più soddisfacente di quella precedente. Il 13 dicembre 2017, battendo per 4-0 lo Swansea, il Manchester City centra la quindicesima vittoria consecutiva e stabilisce un nuovo primato per il campionato inglese; la striscia di successi si interrompe il 31 dicembre, con il pareggio per 0-0 sul campo del Bournemouth, ma le 18 vittorie consecutive permettono a Guardiola di realizzare il miglior inizio di stagione dopo 20 turni nella storia dei cinque maggiori campionati europei, con 18 vittorie e 2 pareggi. A febbraio l'allenatore catalano vince il primo trofeo con il City, la Coppa di Lega. Qualche mese dopo, il 15 aprile, arriva anche l'aritmetica certezza della vittoria della Premier League. Deludente è, invece, il cammino del City in UEFA Champions League, chiusosi ai quarti di finale, e quello in FA Cup, con l'eliminazione al quinto turno. Il 17 maggio 2018 Guardiola rinnova fino al giugno 2021 il contratto con la società inglese.
La terza stagione dello spagnolo al Manchester City si apre con la vittoria nel Supercoppa d'Inghilterra. In campionato l'annata è caratterizzata da un serrato duello con il Liverpool, che si conclude solo all'ultima giornata in favore della squadra di Manchester, che così si aggiudica il titolo per la seconda volta consecutiva, un fatto che non si verificava in Premier League da dieci anni. In Coppa di Lega inglese e in Coppa d'Inghilterra arrivano altri due successi: Guardiola diventa così il primo allenatore nella storia del calcio inglese a centrare un treble domestico. La vittoria della supercoppa nazionale rende il Manchester City la prima squadra inglese capace di vincere tutti i trofei nazionali in una stagione, mentre in UEFA Champions League il cammino della squadra si arresta ai quarti di finale. La quarta stagione di Guardiola alla guida dei Citizens si apre con la vittoria della Supercoppa d'Inghilterra e prosegue con il trionfo in Coppa di Lega, mentre in UEFA Champions League giunge la terza eliminazione consecutiva ai quarti di finale e il campionato viene concluso al secondo posto.

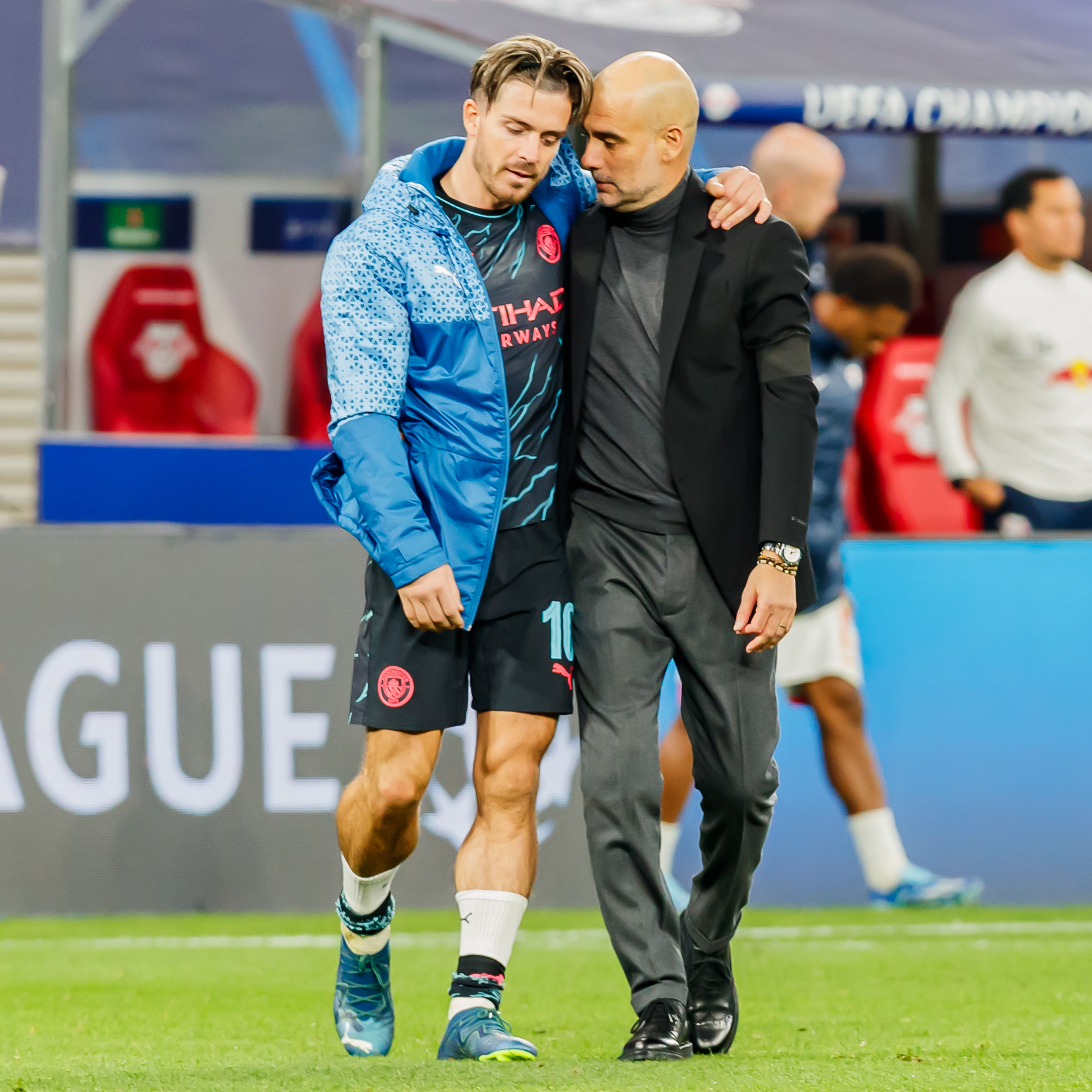
Guardiola (a destra) a quattrocchi con Jack Grealish al termine di una gara della UEFA Champions League 2023-2024

Nel 2020-2021 Guardiola ottiene il trentesimo trofeo da allenatore, guidando il Manchester City alla vittoria della Coppa di Lega per la quarta volta consecutiva e diventando così il primo allenatore a realizzare questa striscia di successi nella competizione. Raggiunta la finale di UEFA Champions League, la perde contro i connazionali del Chelsea, ma vince nuovamente il campionato inglese. Nel 2021-2022 vince il campionato inglese all'ultima giornata, perde la Supercoppa d'Inghilterra e diventa l'allenatore con più vittorie (221) nella storia del club superando Les McDowall. Eliminata dalla Coppa di Lega al quarto turno la squadra esce in semifinale dalla FA Cup e dalla UEFA Champions League.
Nell'annata 2022-2023 centra il treble con il Manchester City, grazie alle vittorie di campionato, FA Cup e UEFA Champions League; per il club inglese è il primo successo nella massima competizione europea. Guardiola diviene così il primo allenatore a ottenere il treble per due volte, dopo averlo conseguito con il Barcellona nel 2008-2009. Nella stagione 2023-2024 conduce i Citizens al successo in Supercoppa UEFA battendo ai tiri di rigore il Siviglia, della Coppa del mondo per club FIFA, battendo in finale per 4-0 il Fluminense (diventando così il tecnico più vincente in tale competizione), e della Premier League per la quarta volta di fila, stabilendo un primato per il campionato inglese.
La stagione 2024-2025 è la più difficile sulla panchina dei Citizens: in campionato arriva terzo garantendosi la qualificazione in Champions solo all’ultima giornata, proprio dalla Champions è eliminato agli spareggi dal Real Madrid dopo che nel nuovo format era arrivato 22º nella classifica generale, perde la finale di FA Cup 2024-2025 contro il Crystal Palace mentre dalla Coppa di Lega è eliminato al quarto turno.
In questa annata riesce a vincere solo la FA Community Shield 2024 contro lo United.

## Statistiche

### Presenze e reti nei club
| Stagione                                | Squadra                                 | Campionato                              | Campionato | Campionato | Coppe nazionali | Coppe nazionali | Coppe nazionali | Coppe continentali | Coppe continentali | Coppe continentali | Altre coppe | Altre coppe | Altre coppe | Totale | Totale |
| Stagione                                | Squadra                                 | Comp                                    | Pres       | Reti       | Comp            | Pres            | Reti            | Comp               | Pres               | Reti               | Comp        | Pres        | Reti        | Pres   | Reti   |
| --------------------------------------- | --------------------------------------- | --------------------------------------- | ---------- | ---------- | --------------- | --------------- | --------------- | ------------------ | ------------------ | ------------------ | ----------- | ----------- | ----------- | ------ | ------ |
| 1988-1989                               | Barcellona Aficionados                  | SDB                                     | 8          | 1          | -               | -               | -               | -                  | -                  | -                  | -           | -           | -           | 8      | 1      |
| 1989-1990                               | Barcelona Atlético                      | SDB                                     | 11         | 0          | -               | -               | -               | -                  | -                  | -                  | -           | -           | -           | 11     | 0      |
| 1990-1991                               | Barcelona Atlético                      | SDB                                     | 33+6       | 3+0        | -               | -               | -               | -                  | -                  | -                  | -           | -           | -           | 39     | 3      |
| 1990-1991                               | Barcellona                              | PD                                      | 4          | 0          | CR              | 2               | 0               | -                  | -                  | -                  | SS          | 0           | 0           | 6      | 0      |
| 1991-1992                               | Barcellona B                            | SD                                      | 9          | 2          | -               | -               | -               | -                  | -                  | -                  | -           | -           | -           | 9      | 2      |
| Totale Barcelona Atlético\|Barcellona B | Totale Barcelona Atlético\|Barcellona B | Totale Barcelona Atlético\|Barcellona B | 53+6       | 5+0        |                 | -               | -               |                    | -                  | -                  |             | -           | -           | 59     | 5      |
| 1991-1992                               | Barcellona                              | PD                                      | 26         | 0          | CR              | 2               | 0               | CC                 | 11                 | 0                  | SS          | 2           | 0           | 41     | 0      |
| 1992-1993                               | Barcellona                              | PD                                      | 28         | 0          | CR              | 3               | 1               | UCL                | 4                  | 0                  | SS+SU+Cint  | 2+1+1       | 0           | 39     | 1      |
| 1993-1994                               | Barcellona                              | PD                                      | 34         | 0          | CR              | 3               | 0               | UCL                | 9                  | 0                  | SS          | 2           | 0           | 48     | 0      |
| 1994-1995                               | Barcellona                              | PD                                      | 24         | 2          | CR              | 2               | 0               | UCL                | 6                  | 0                  | SS          | 2           | 0           | 34     | 2      |
| 1995-1996                               | Barcellona                              | PD                                      | 32         | 1          | CR              | 7               | 0               | CU                 | 8                  | 1                  | -           | -           | -           | 47     | 2      |
| 1996-1997                               | Barcellona                              | PD                                      | 38         | 0          | CR              | 6               | 0               | CC                 | 7                  | 1                  | SS          | 2           | 0           | 53     | 1      |
| 1997-1998                               | Barcellona                              | PD                                      | 6          | 0          | CR              | 1               | 0               | UCL                | 5                  | 0                  | SS+SU       | 2+0         | 0           | 14     | 0      |
| 1998-1999                               | Barcellona                              | PD                                      | 22         | 1          | CR              | 3               | 0               | UCL                | 1                  | 0                  | SS          | 0           | 0           | 26     | 1      |
| 1999-2000                               | Barcellona                              | PD                                      | 25         | 0          | CR              | 2               | 0               | UCL                | 12                 | 1                  | SS          | 2           | 0           | 41     | 1      |
| 2000-2001                               | Barcellona                              | PD                                      | 24         | 2          | CR              | 6               | 1               | CU                 | 7                  | 0                  | -           | -           | -           | 37     | 3      |
| Totale Barcellona                       | Totale Barcellona                       | Totale Barcellona                       | 263        | 6          |                 | 37              | 2               |                    | 70                 | 3                  |             | 16          | 0           | 386    | 11     |
| sett.2001-2002                          | Brescia                                 | A                                       | 11         | 2          | CI              | 2               | 0               | -                  | -                  | -                  | -           | -           | -           | 13     | 2      |
| 2002-gen. 2003                          | Roma                                    | A                                       | 4          | 0          | CI              | 1               | 0               | UCL                | 1                  | 0                  | -           | -           | -           | 6      | 0      |
| gen.-giu. 2003                          | Brescia                                 | A                                       | 13         | 1          | CI              | 0               | 0               | -                  | -                  | -                  | -           | -           | -           | 13     | 1      |
| Totale Brescia                          | Totale Brescia                          | Totale Brescia                          | 24         | 3          |                 | 2               | 0               |                    | -                  | -                  |             | -           | -           | 26     | 3      |
| 2003-2004                               | Al-Ahli Doha                            | QSL                                     | 18         | 2          | QPC+EQC         | ?               | ?               | -                  | -                  | -                  | -           | -           | -           | 18+    | 2+     |
| 2004-2005                               | Al-Ahli Doha                            | QSL                                     | 18         | 5          | QPC+EQC         | ?               | ?               | -                  | -                  | -                  | -           | -           | -           | 18+    | 5+     |
| Totale Al-Ahli Doha                     | Totale Al-Ahli Doha                     | Totale Al-Ahli Doha                     | 36         | 7          |                 | ?               | ?               |                    | -                  | -                  |             | -           | -           | 36+    | 7+     |
| dic.2005-2006                           | Dorados                                 | PDM                                     | 10         | 1          | -               | -               | -               | -                  | -                  | -                  | -           | -           | -           | 10     | 1      |
| Totale carriera                         | Totale carriera                         | Totale carriera                         | 398+6      | 23+0       |                 | 40+             | 2+              |                    | 71                 | 3                  |             | 16          | 0           | 531+   | 28+    |

### Cronologia presenze e reti in nazionale
| Cronologia completa delle presenze e delle reti in nazionale ― Spagna | Cronologia completa delle presenze e delle reti in nazionale ― Spagna | Cronologia completa delle presenze e delle reti in nazionale ― Spagna | Cronologia completa delle presenze e delle reti in nazionale ― Spagna | Cronologia completa delle presenze e delle reti in nazionale ― Spagna | Cronologia completa delle presenze e delle reti in nazionale ― Spagna | Cronologia completa delle presenze e delle reti in nazionale ― Spagna | Cronologia completa delle presenze e delle reti in nazionale ― Spagna |
| Data                                                                  | Città                                                                 | In casa                                                               | Risultato                                                             | Ospiti                                                                | Competizione                                                          | Reti                                                                  | Note                                                                  |
| --------------------------------------------------------------------- | --------------------------------------------------------------------- | --------------------------------------------------------------------- | --------------------------------------------------------------------- | --------------------------------------------------------------------- | --------------------------------------------------------------------- | --------------------------------------------------------------------- | --------------------------------------------------------------------- |
| 14-10-1992                                                            | Belfast                                                               | Irlanda del Nord                                                      | 0 – 0                                                                 | Spagna                                                                | Qual. Mondiali 1994                                                   | -                                                                     | 67’                                                                   |
| 16-12-1992                                                            | Siviglia                                                              | Spagna                                                                | 5 – 0                                                                 | Lettonia                                                              | Qual. Mondiali 1994                                                   | 1                                                                     |                                                                       |
| 24-2-1993                                                             | Siviglia                                                              | Spagna                                                                | 5 – 0                                                                 | Lituania                                                              | Qual. Mondiali 1994                                                   | -                                                                     |                                                                       |
| 31-3-1993                                                             | Copenaghen                                                            | Danimarca                                                             | 1 – 0                                                                 | Spagna                                                                | Qual. Mondiali 1994                                                   | -                                                                     | 46’                                                                   |
| 8-9-1993                                                              | Alicante                                                              | Spagna                                                                | 2 – 0                                                                 | Cile                                                                  | Amichevole                                                            | -                                                                     | 46’                                                                   |
| 22-9-1993                                                             | Tirana                                                                | Albania                                                               | 1 – 5                                                                 | Spagna                                                                | Qual. Mondiali 1994                                                   | -                                                                     | 55’                                                                   |
| 13-10-1993                                                            | Dublino                                                               | Irlanda                                                               | 1 – 3                                                                 | Spagna                                                                | Qual. Mondiali 1994                                                   | -                                                                     | 67’                                                                   |
| 9-2-1994                                                              | Santa Cruz de Tenerife                                                | Spagna                                                                | 1 – 1                                                                 | Polonia                                                               | Amichevole                                                            | -                                                                     | 46’                                                                   |
| 23-3-1994                                                             | Valencia                                                              | Spagna                                                                | 0 – 2                                                                 | Croazia                                                               | Amichevole                                                            | -                                                                     | 46’                                                                   |
| 2-6-1994                                                              | Tampere                                                               | Finlandia                                                             | 1 – 2                                                                 | Spagna                                                                | Amichevole                                                            | -                                                                     |                                                                       |
| 10-6-1994                                                             | Montreal                                                              | Canada                                                                | 0 – 2                                                                 | Spagna                                                                | Amichevole                                                            | -                                                                     | 57’                                                                   |
| 21-6-1994                                                             | Chicago                                                               | Germania                                                              | 1 – 1                                                                 | Spagna                                                                | Mondiali 1994 - 1º turno                                              | -                                                                     | 67’                                                                   |
| 27-6-1994                                                             | Chicago                                                               | Bolivia                                                               | 1 – 3                                                                 | Spagna                                                                | Mondiali 1994 - 1º turno                                              | 1                                                                     | 68’                                                                   |
| 7-9-1994                                                              | Limassol                                                              | Cipro                                                                 | 1 – 2                                                                 | Spagna                                                                | Qual. Euro 1996                                                       | -                                                                     | 63’                                                                   |
| 4-9-1996                                                              | Toftir                                                                | Fær Øer                                                               | 2 – 6                                                                 | Spagna                                                                | Qual. Mondiali 1998                                                   | -                                                                     |                                                                       |
| 9-10-1996                                                             | Praga                                                                 | Rep. Ceca                                                             | 0 – 0                                                                 | Spagna                                                                | Qual. Mondiali 1998                                                   | -                                                                     | 52’                                                                   |
| 13-11-1996                                                            | Santa Cruz de Tenerife                                                | Spagna                                                                | 4 – 1                                                                 | Slovacchia                                                            | Qual. Mondiali 1998                                                   | -                                                                     | 58’                                                                   |
| 14-12-1996                                                            | Valencia                                                              | Spagna                                                                | 2 – 0                                                                 | Jugoslavia                                                            | Qual. Mondiali 1998                                                   | 1                                                                     |                                                                       |
| 18-12-1996                                                            | Ta' Qali                                                              | Malta                                                                 | 0 – 3                                                                 | Spagna                                                                | Qual. Mondiali 1998                                                   | -                                                                     | 61’                                                                   |
| 12-2-1997                                                             | Alicante                                                              | Spagna                                                                | 4 – 0                                                                 | Malta                                                                 | Qual. Mondiali 1998                                                   | 1                                                                     | 73’                                                                   |
| 30-4-1997                                                             | Belgrado                                                              | Jugoslavia                                                            | 1 – 1                                                                 | Spagna                                                                | Qual. Mondiali 1998                                                   | -                                                                     |                                                                       |
| 8-6-1997                                                              | Valladolid                                                            | Spagna                                                                | 1 – 0                                                                 | Rep. Ceca                                                             | Qual. Mondiali 1998                                                   | -                                                                     |                                                                       |
| 11-10-1997                                                            | Gijón                                                                 | Spagna                                                                | 3 – 1                                                                 | Fær Øer                                                               | Qual. Mondiali 1998                                                   | -                                                                     | 57’                                                                   |
| 27-3-1999                                                             | Valencia                                                              | Spagna                                                                | 9 – 0                                                                 | Austria                                                               | Qual. Euro 2000                                                       | -                                                                     |                                                                       |
| 31-3-1999                                                             | Serravalle                                                            | San Marino                                                            | 0 – 6                                                                 | Spagna                                                                | Qual. Euro 2000                                                       | -                                                                     | 70’                                                                   |
| 5-5-1999                                                              | Siviglia                                                              | Spagna                                                                | 3 – 1                                                                 | Croazia                                                               | Amichevole                                                            | -                                                                     | 69’                                                                   |
| 5-6-1999                                                              | Vila-real                                                             | Spagna                                                                | 9 – 0                                                                 | San Marino                                                            | Qual. Euro 2000                                                       | -                                                                     |                                                                       |
| 4-9-1999                                                              | Vienna                                                                | Austria                                                               | 1 – 3                                                                 | Spagna                                                                | Qual. Euro 2000                                                       | -                                                                     | 51’                                                                   |
| 8-9-1999                                                              | Badajoz                                                               | Spagna                                                                | 8 – 0                                                                 | Cipro                                                                 | Qual. Euro 2000                                                       | -                                                                     |                                                                       |
| 10-10-1999                                                            | Albacete                                                              | Spagna                                                                | 3 – 0                                                                 | Israele                                                               | Qual. Euro 2000                                                       | -                                                                     |                                                                       |
| 13-11-1999                                                            | Vigo                                                                  | Spagna                                                                | 0 – 0                                                                 | Brasile                                                               | Amichevole                                                            | -                                                                     |                                                                       |
| 17-11-1999                                                            | Siviglia                                                              | Spagna                                                                | 0 – 2                                                                 | Argentina                                                             | Amichevole                                                            | -                                                                     |                                                                       |
| 26-1-2000                                                             | Cartagena                                                             | Spagna                                                                | 3 – 0                                                                 | Polonia                                                               | Amichevole                                                            | -                                                                     | 65’                                                                   |
| 29-3-2000                                                             | Barcellona                                                            | Spagna                                                                | 2 – 0                                                                 | Italia                                                                | Amichevole                                                            | -                                                                     | 77’                                                                   |
| 3-6-2000                                                              | Göteborg                                                              | Svezia                                                                | 1 – 1                                                                 | Spagna                                                                | Amichevole                                                            | 1                                                                     |                                                                       |
| 13-6-2000                                                             | Rotterdam                                                             | Spagna                                                                | 0 – 1                                                                 | Norvegia                                                              | Euro 2000 - 1º turno                                                  | -                                                                     |                                                                       |
| 18-6-2000                                                             | Amsterdam                                                             | Slovenia                                                              | 1 – 2                                                                 | Spagna                                                                | Euro 2000 - 1º turno                                                  | -                                                                     | 81’                                                                   |
| 21-6-2000                                                             | Bruges                                                                | Jugoslavia                                                            | 3 – 4                                                                 | Spagna                                                                | Euro 2000 - 1º turno                                                  | -                                                                     |                                                                       |
| 25-6-2000                                                             | Bruges                                                                | Spagna                                                                | 1 – 2                                                                 | Francia                                                               | Euro 2000 - Quarti di finale                                          | -                                                                     | 61’                                                                   |
| 16-8-2000                                                             | Hannover                                                              | Germania                                                              | 4 – 1                                                                 | Spagna                                                                | Amichevole                                                            | -                                                                     | 11’                                                                   |
| 28-2-2001                                                             | Birmingham                                                            | Inghilterra                                                           | 3 – 0                                                                 | Spagna                                                                | Amichevole                                                            | -                                                                     | 81’                                                                   |
| 24-3-2001                                                             | Alicante                                                              | Spagna                                                                | 5 – 0                                                                 | Liechtenstein                                                         | Qual. Mondiali 2002                                                   | -                                                                     | 83’                                                                   |
| 28-3-2001                                                             | Valencia                                                              | Spagna                                                                | 2 – 1                                                                 | Francia                                                               | Amichevole                                                            | -                                                                     |                                                                       |
| 25-4-2001                                                             | Cordova                                                               | Spagna                                                                | 1 – 0                                                                 | Giappone                                                              | Amichevole                                                            | -                                                                     | 75’                                                                   |
| 2-6-2001                                                              | Oviedo                                                                | Spagna                                                                | 4 – 1                                                                 | Bosnia ed Erzegovina                                                  | Qual. Mondiali 2002                                                   | -                                                                     |                                                                       |
| 6-6-2001                                                              | Tel Aviv                                                              | Israele                                                               | 1 – 1                                                                 | Spagna                                                                | Qual. Mondiali 2002                                                   | -                                                                     | 59’                                                                   |
| 14-11-2001                                                            | Huelva                                                                | Spagna                                                                | 1 – 0                                                                 | Messico                                                               | Amichevole                                                            | -                                                                     | 57’                                                                   |
| Totale                                                                |                                                                       | Presenze                                                              | 47                                                                    |                                                                       | Reti                                                                  | 5                                                                     |                                                                       |

### Statistiche da allenatore
Statistiche aggiornate al 26 giugno 2025. In grassetto le competizioni vinte.
| Stagione               | Squadra                | Campionato             | Campionato | Campionato | Campionato | Campionato | Coppe nazionali | Coppe nazionali | Coppe nazionali | Coppe nazionali | Coppe nazionali | Coppe continentali | Coppe continentali | Coppe continentali | Coppe continentali | Coppe continentali | Altre coppe | Altre coppe | Altre coppe | Altre coppe | Altre coppe | Totale | Totale | Totale | Totale | % Vittorie | Piazzamento |
| Stagione               | Squadra                | Comp                   | G          | V          | N          | P          | Comp            | G               | V               | N               | P               | Comp               | G                  | V                  | N                  | P                  | Comp        | G           | V           | N           | P           | G      | V      | N      | P      | %          | Piazzamento |
| ---------------------- | ---------------------- | ---------------------- | ---------- | ---------- | ---------- | ---------- | --------------- | --------------- | --------------- | --------------- | --------------- | ------------------ | ------------------ | ------------------ | ------------------ | ------------------ | ----------- | ----------- | ----------- | ----------- | ----------- | ------ | ------ | ------ | ------ | ---------- | ----------- |
| 2007-2008              | Barcellona B           | TD                     | 38+4       | 25+3       | 8+1        | 5+0        | -               | -               | -               | -               | -               | -                  | -                  | -                  | -                  | -                  | -           | -           | -           | -           | -           | 42     | 28     | 9      | 5      | 66,67      | 1º (prom.)  |
| 2008-2009              | Barcellona             | PD                     | 38         | 27         | 6          | 5          | CR              | 9               | 7               | 2               | 0               | UCL                | 15                 | 8                  | 5                  | 2                  | -           | -           | -           | -           | -           | 62     | 42     | 13     | 7      | 67,74      | 1º          |
| 2009-2010              | Barcellona             | PD                     | 38         | 31         | 6          | 1          | CR              | 4               | 3               | 0               | 1               | UCL                | 12                 | 6                  | 4                  | 2                  | SS+SU+Cmc   | 5           | 2+1+2       | 0+0+0       | 0+0+0       | 59     | 45     | 10     | 4      | 76,27      | 1º          |
| 2010-2011              | Barcellona             | PD                     | 38         | 30         | 6          | 2          | CR              | 9               | 5               | 2               | 2               | UCL                | 13                 | 9                  | 3                  | 1                  | SS          | 2           | 1           | 0           | 1           | 62     | 45     | 11     | 6      | 72,58      | 1º          |
| 2011-2012              | Barcellona             | PD                     | 38         | 28         | 7          | 3          | CR              | 9               | 7               | 2               | 0               | UCL                | 12                 | 8                  | 3                  | 1                  | SS+SU+Cmc   | 5           | 1+1+2       | 1+0+0       | 0+0+0       | 64     | 47     | 13     | 4      | 73,44      | 2º          |
| Totale Barcellona      | Totale Barcellona      | Totale Barcellona      | 152        | 116        | 25         | 11         |                 | 31              | 22              | 6               | 3               |                    | 52                 | 31                 | 15                 | 6                  |             | 12          | 10          | 1           | 1           | 247    | 179    | 47     | 21     | 72,47      |             |
| 2013-2014              | Bayern Monaco          | BL                     | 34         | 29         | 3          | 2          | CG              | 6               | 6               | 0               | 0               | UCL                | 12                 | 7                  | 2                  | 3                  | SG+SU+Cmc   | 4           | 0+0+2       | 0+1+0       | 1+0+0       | 56     | 44     | 6      | 6      | 78,57      | 1º          |
| 2014-2015              | Bayern Monaco          | BL                     | 34         | 25         | 4          | 5          | CG              | 5               | 3               | 2               | 0               | UCL                | 12                 | 8                  | 1                  | 3                  | SG          | 1           | 0           | 0           | 1           | 52     | 36     | 7      | 9      | 69,23      | 1º          |
| 2015-2016              | Bayern Monaco          | BL                     | 34         | 28         | 4          | 2          | CG              | 6               | 5               | 1               | 0               | UCL                | 12                 | 8                  | 2                  | 2                  | SG          | 1           | 0           | 1           | 0           | 53     | 41     | 8      | 4      | 77,36      | 1º          |
| Totale Bayern Monaco   | Totale Bayern Monaco   | Totale Bayern Monaco   | 102        | 82         | 11         | 9          |                 | 17              | 14              | 3               | 0               |                    | 36                 | 23                 | 5                  | 8                  |             | 6           | 2           | 2           | 2           | 161    | 121    | 21     | 19     | 75,16      |             |
| 2016-2017              | Manchester City        | PL                     | 38         | 23         | 9          | 6          | FACup+CdL       | 6+2             | 4+1             | 1+0             | 1+1             | UCL                | 10                 | 5                  | 3                  | 2                  | -           | -           | -           | -           | -           | 56     | 33     | 13     | 10     | 58,93      | 3º          |
| 2017-2018              | Manchester City        | PL                     | 38         | 32         | 4          | 2          | FACup+CdL       | 3+6             | 2+4             | 0+2             | 1+0             | UCL                | 10                 | 6                  | 0                  | 4                  | -           | -           | -           | -           | -           | 57     | 44     | 6      | 7      | 77,19      | 1º          |
| 2018-2019              | Manchester City        | PL                     | 38         | 32         | 2          | 4          | FACup+CdL       | 6+6             | 6+4             | 0+2             | 0+0             | UCL                | 10                 | 7                  | 1                  | 2                  | CS          | 1           | 1           | 0           | 0           | 61     | 50     | 5      | 6      | 81,97      | 1º          |
| 2019-2020              | Manchester City        | PL                     | 38         | 26         | 3          | 9          | FACup+CdL       | 5+6             | 4+5             | 0+0             | 1+1             | UCL                | 9                  | 6                  | 2                  | 1                  | CS          | 1           | 0           | 1           | 0           | 59     | 41     | 6      | 12     | 69,49      | 2º          |
| 2020-2021              | Manchester City        | PL                     | 38         | 27         | 5          | 6          | FACup+CdL       | 5+5             | 4+5             | 0+0             | 1+0             | UCL                | 13                 | 11                 | 1                  | 1                  | -           | -           | -           | -           | -           | 61     | 47     | 6      | 8      | 77,05      | 1º          |
| 2021-2022              | Manchester City        | PL                     | 38         | 29         | 6          | 3          | FACup+CdL       | 5+2             | 4+1             | 0+1             | 1+0             | UCL                | 12                 | 7                  | 2                  | 3                  | CS          | 1           | 0           | 0           | 1           | 58     | 41     | 9      | 8      | 70,69      | 1º          |
| 2022-2023              | Manchester City        | PL                     | 38         | 28         | 5          | 5          | FACup+CdL       | 6+3             | 6+2             | 0               | 0+1             | UCL                | 13                 | 8                  | 5                  | 0                  | CS          | 1           | 0           | 0           | 1           | 61     | 44     | 10     | 7      | 72,13      | 1º          |
| 2023-2024              | Manchester City        | PL                     | 38         | 28         | 7          | 3          | FACup+CdL       | 6+1             | 5+0             | 0               | 1+1             | UCL                | 10                 | 8                  | 2                  | 0                  | CS+SU+Cmc   | 1+1+2       | 0+0+2       | 1+1+0       | 0           | 59     | 43     | 11     | 5      | 72,88      | 1º          |
| 2024-2025              | Manchester City        | PL                     | 38         | 21         | 8          | 9          | FACup+CdL       | 6+2             | 5+1             | 0+0             | 1+1             | UCL                | 10                 | 3                  | 2                  | 5                  | CS+Cmc      | 1+4         | 0+3         | 1+0         | 0+1         | 61     | 33     | 11     | 17     | 54,10      | 3º          |
| 2025-2026              | Manchester City        | PL                     | 0          | 0          | 0          | 0          | FACup+CdL       | 0+0             | 0+0             | 0+0             | 0+0             | UCL                | 0                  | 0                  | 0                  | 0                  | -           | -           | -           | -           | -           | 0      | 0      | 0      | 0      | —          | in corso    |
| Totale Manchester City | Totale Manchester City | Totale Manchester City | 342        | 246        | 49         | 47         |                 | 80              | 63              | 6               | 12              |                    | 96                 | 62                 | 18                 | 18                 |             | 13          | 6           | 4           | 3           | 533    | 376    | 77     | 80     | 70,54      |             |
| Totale carriera        | Totale carriera        | Totale carriera        | 638        | 472        | 94         | 72         |                 | 129             | 99              | 15              | 15              |                    | 185                | 115                | 38                 | 32                 |             | 31          | 18          | 7           | 6           | 983    | 698    | 153    | 125    | 71,01      |             |

### Record
- Allenatore con la più alta percentuale di vittorie in Premier League: 71,9% contro il 65,2% di Alex Ferguson.

## Palmarès

### Giocatore

#### Club

##### Competizioni nazionali
- Campionato spagnolo: 6

Barcellona: 1990-1991, 1991-1992, 1992-1993, 1993-1994, 1997-1998, 1998-1999
- Coppa di Spagna: 2

Barcellona: 1996-1997, 1997-1998
- Supercoppa di Spagna: 4

Barcellona: 1991, 1992, 1994, 1996

##### Competizioni internazionali
- Coppa dei Campioni: 1

Barcellona: 1991-1992
- Supercoppa UEFA: 2

Barcellona: 1992, 1997
- Coppa delle Coppe: 1

Barcellona: 1996-1997

#### Nazionale
- Oro olimpico: 1

Barcellona 1992

#### Individuale
- Trofeo Bravo: 1

1992
- All-star team UEFA del Campionato europeo: 1

Belgio-Paesi Bassi 2000
- Candidato al Dream Team del Pallone d'oro (2020)

### Allenatore

#### Club

##### Competizioni nazionali
- Tercera División (Spagna): 1

Barcellona B: 2007-2008 (Grupo V, Cataluña)
- Campionato spagnolo: 3

Barcellona: 2008-2009, 2009-2010, 2010-2011
- Coppa di Spagna: 2

Barcellona: 2008-2009, 2011-2012
- Supercoppa di Spagna: 3  (record condiviso con Johan Cruijff)

Barcellona: 2009, 2010, 2011
- Campionato tedesco: 3

Bayern Monaco: 2013-2014, 2014-2015, 2015-2016
- Coppa di Germania: 2

Bayern Monaco: 2013-2014, 2015-2016
- Coppa di Lega inglese: 4  (record condiviso con Brian Clough, Alex Ferguson e Josè Mourinho)

Manchester City: 2017-2018, 2018-2019, 2019-2020, 2020-2021
- Campionato inglese: 6

Manchester City: 2017-2018, 2018-2019, 2020-2021, 2021-2022, 2022-2023, 2023-2024
- Community Shield: 3

Manchester City: 2018, 2019, 2024
- Coppa d'Inghilterra: 2

Manchester City: 2018-2019, 2022-2023

##### Competizioni internazionali
- UEFA Champions League: 3

Barcellona: 2008-2009, 2010-2011
Manchester City: 2022-2023
- Supercoppa UEFA: 4

Barcellona: 2009, 2011
Bayern Monaco: 2013
Manchester City: 2023
- Coppa del mondo per club: 4  (record)

Barcellona: 2009, 2011
Bayern Monaco: 2013
Manchester City: 2023

#### Individuale
- Miglior allenatore della Liga spagnola: 3

2008-2009, 2010-2011, 2011-2012
- Trofeo Miguel Muñoz: 2

2009, 2010
- Allenatore dell'anno World Soccer: 2

2009, 2011
- Squadra dell'anno UEFA: 2

2009, 2011
- Allenatore dell'anno IFFHS: 3

2009, 2011, 2023
- Premio Onze al miglior allenatore europeo dell'anno: 3

2009, 2011, 2012
- FIFA World Coach of the Year: 1

2011
- Globe Soccer Awards: 4

Premio alla carriera per allenatori: 2013
Premio per la maggior attrazione mediatica: 2013
Allenatore del secolo (2001-2020): 2020
Allenatore dell'anno: 2023
- FA Premier League Manager of the Year: 5

2017-2018, 2018-2019, 2020-2021, 2022-2023, 2023-2024
- Allenatore dell'anno UEFA: 1

2022-2023
- The Best FIFA Men's Coach: 1

2023